# 사이먼 파너비
사이먼 파너비(영어: Simon Farnaby, 1973년 4월 2일~)는 잉글랜드의 배우, 희극인이다.